# Maliattha inconcisoides
Maliattha inconcisoides là một loài bướm đêm trong họ Noctuidae.